# رشته‌کوه پتر یکم
رشته‌کوه پتر یکم (به لاتین: Peter I Range) یک رشته‌کوه در تاجیکستان است. رشته‌کوه پتر یکم ۶٬۷۸۵ متر بالاتر از سطح دریا واقع شده‌است.